# 锡尼拉拜
锡尼拉拜（法語：Signy-l'Abbaye，法語發音：[siɲi labei]）是法国阿登省的一个市镇，属于沙勒维尔-梅济耶尔区。

## 地理
锡尼拉拜（49°41'51"N, 4°25'13"E）面积62.03 平方千米，位于法国大東部大區阿登省，该省份为法国北部内陆省份，西接埃纳省，南至马恩省，东临默兹省，北与比利时接壤。
与锡尼拉拜接壤的市镇（或旧市镇、城区）包括：欧比尼莱波泰、多姆里、德赖兹、格朗尚、拉洛布、莱普龙莱瓦莱、马朗韦、马尔勒蒙、蒙梅扬、拉罗马涅、坦勒穆捷。

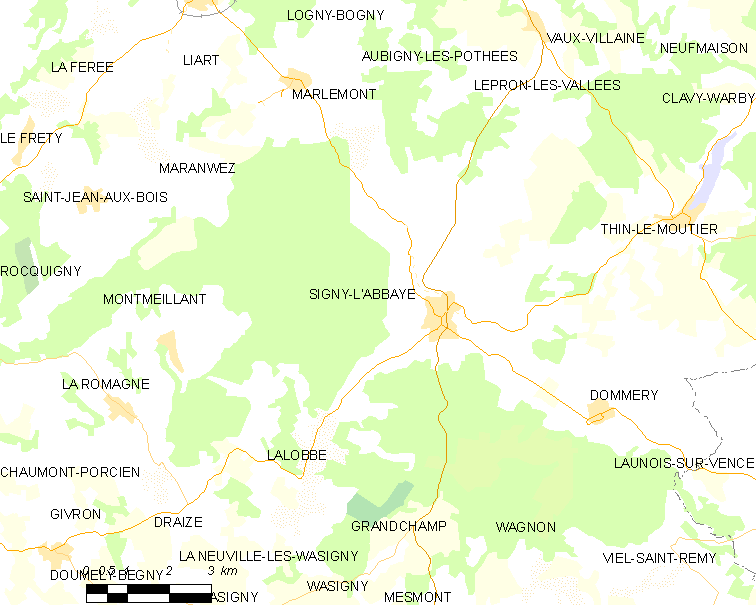
锡尼拉拜的OSM定位图

锡尼拉拜的时区为UTC+01:00、UTC+02:00（夏令时）。

## 行政
锡尼拉拜的邮政编码为08460，INSEE市镇编码为08419。

## 政治
锡尼拉拜所属的省级选区为锡尼拉拜县。

## 人口

1962-2008年间锡尼拉拜人口变化图示

锡尼拉拜于2022年1月1日时的人口数量为1346人。